# Mattia Boninfante
Mattia Boninfante (ur. 24 czerwca 2004 w Wenecji) – włoski siatkarz, reprezentant kraju w kategoriach młodzieżowych, grający na pozycji rozgrywającego.
Jego ojcem jest siatkarz Dante Boninfante, który również grał jako rozgrywający. Jego mama ma na imię Marika.

## Sukcesy klubowe
Puchar Włoch:
- 2025

Puchar Challenge:
- 2025[7]

Liga włoska:
- 2025[8]

## Sukcesy reprezentacyjne
Mistrzostwa Europy Kadetów:
- 2020[9]

Olimpijski Festiwal Młodzieży Europy:
- 2022[10]

Mistrzostwa Europy Juniorów:
- 2022[11]

Mistrzostwa Świata Juniorów:
- 2023[12]

Mistrzostwa Europy do lat 22:
- 2024[13]

Letnia Uniwersjada:
- 2025[14]

Liga Narodów:
- 2025[15]